# Nashville (Arkansas)
Nashville település az Amerikai Egyesült Államok Arkansas államában, Howard megyében, melynek megyeszékhelye is. Lakosainak száma 4153 fő (2020. április 1.).

## Népesség
A település népességének változása:

| 2010 | 4 627 |
| 2020 | 4 153 |